# My Dying Bride
My Dying Bride är ett engelskt doom metal-band grundat 1990. Tillsammans med band som Anathema, Paradise Lost och Katatonia anses de vara pionjärerna av death/doom metal-genren. Anathema, Paradise Lost och My Dying Bride ingår i  "The Peaceville Three", då alla de tre banden spelade in skivor på Peaceville Records.
Medan band som Paradise Lost och Katatonia har utvecklat sin musikaliska stil utöver doom metal på senare år, har My Dying Bride fortsatt att spela doom metal sedan grundandet.

## Medlemmar

### Nuvarande medlemmar
- Andrew Craighan – gitarr (1990– ), keyboard (1990), basgitarr (1991)
- Aaron Stainthorpe – sång (1990– )
- Lena Abé – basgitarr (2007– )
- Shaun Macgowan – keyboard, fiol (2009– )
- Jeff Singer – trummor (2018– )
- Neil Blanchett – gitarr (2019– )

### Tidigare medlemmar
- Rick Miah – trummor (1990–1997)
- Calvin Robertshaw – gitarr (1990–1999, 2014–2018)
- Adrian "Ade" Jackson – basgitarr (1991–2007)
- Martin Powell – keyboard, fiol (1991–1998)
- Bill Law – trummor (1998–1999)
- Shaun Taylor-Steels – trummor (1998–2006)
- Hamish Hamilton Glencross – gitarr (1999–2014)
- Sarah Stanton – keyboard (2002–2008)
- Dan "Storm" Mullins – trummor (2007–2012)
- Katie Stone – keyboard, fiol (2008–2009)

### Turnerande medlemmar
- Dan "Storm" Mullins – trummor (2013– )
- Robb Philpotts – gitarr (2014– )
- Yasmin Ahmed – keyboard (1998–2002)
- John Bennett – trummor (2006–2007)
- David Gray – trummor (2010–2013)
- Shaun Taylor-Steels – trummor (2017)

## Diskografi

### Studioalbum
- As the Flower Withers (1992)
- Turn Loose the Swans (1993)
- The Angel and the Dark River (1994)
- Like Gods of the Sun (1996)
- 34,788 %...Complete (1998)
- The Light at the End of the World (1999)
- The Dreadful Hours (2001)
- Songs of Darkness, Words of Light (2004)
- A Line Of Deathless Kings (2006)
- For Lies I Sire (2009)
- Evinta (2011)
- A Map of All Our Failures (2012)
- Feel the Misery (2015)
- The Ghost of Orion (2020)
- A Mortal Binding (2024)

### Live
- For Darkest Eyes (1997, VHS)
- The Voice of the Wretched (2002, CD)
- For Darkest Eyes (2002, DVD)
- Sinamorata (2005, DVD)
- An Ode to Woe (2008, CD/DVD)

### Samlingsalbum
- The Stories (1994)
- Trinity (1995)
- Meisterwerk I (2000)
- Meisterwerk II (2001)
- Anti-Diluvian Chronicles (2005)
- Evinta (2011)
- The Vaulted Shadows (2014)
- Meisterwerk III (2016)
- A Harvest of Dread (2019)

### Demos, singlar och EPs
- Towards the Sinister (1990, demo-EP, kassett)
- God is Alone (1991, EP)
- Symphonaire Infernus Et Spera Empyrium (1991, EP)
- "The Thrash of Naked Limbs" (1992, singel)
- Unreleased Bitterness (1993, EP)
- "I Am the Bloody Earth" (1994, singel)
- The Sexuality of Bereavement (1994, EP)
- Deeper Down (2006, EP)
- Bring Me Victory (2009, EP)
- The Barghest O' Whitby (2011, EP)
- The Manuscript (2013, EP)